# Gabriel Gutiérrez de Terán
Gabriel Gutiérrez de Terán (Lombraña, Cantabria; 4 de abril de 1729 - Ciudad de México 24 de septiembre de 1806) fue un comerciante novohispano.
Emigró con su hermano Damián Gutiérrez de Terán desde Cantabria a México a mediados del siglo XVIII y allí desarrollaron una importante labor comercial. Agrupados entre los comerciantes montañeses, Gabriel llegó a ser elegido Prior del Consulado de Comerciantes de México para los años 1785-1786.
Ostentó el cargo de Alcalde Ordinario de la Ciudad de México y de Caballero de la Orden de Carlos III.
Para demostrar su condición de hidalgo en México, tramitó en 1782 una Real Carta Ejecutoria de Hidalguía ante la Real Chancillería de Valladolid.
El Museo Nacional de Historia de México y Castillo de Chapultepec cuenta con un retrato de Gabriel Gutiérrez de Terán atribuido a Jose Joaquín Esquivel. Formaba parte del grupo de trece retratos encargados por la Cofradía del Santísimo Cristo de Burgos, la de la nación de los montañeses, para decorar su Sala de Juntas en el convento de San Francisco de la Ciudad de México, en su condición de fundador de la capilla y de la Congregación del Santísimo Cristo de Burgos. El retrato es un óleo sobre tela de 192.5 x 119 cm.

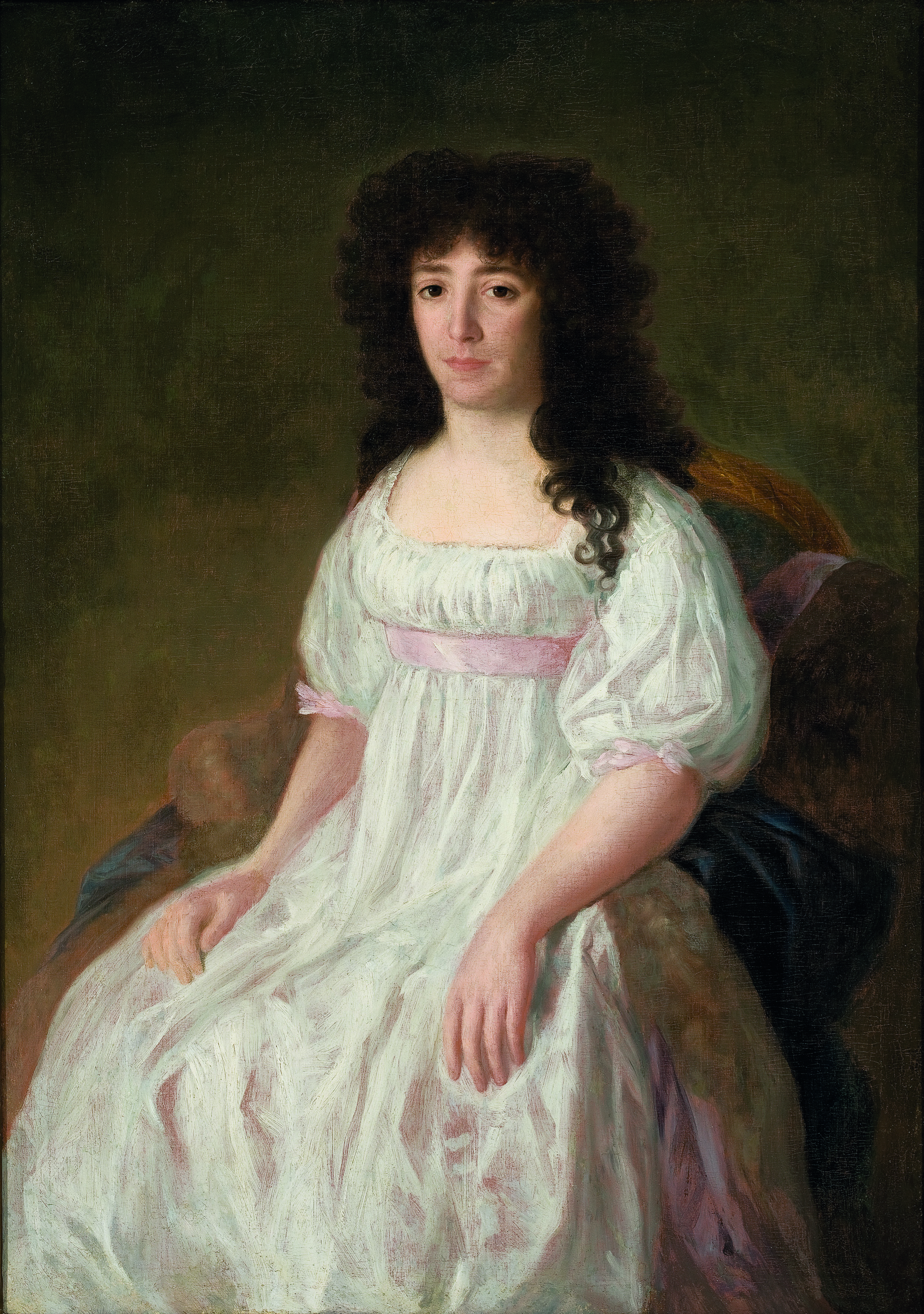
Rafaela Gutiérrez de Terán, condesa de Casa Flórez

Casado con Maria Josefa González Vértiz, nieta de Juan José de Vértiz y Hontañón gobernador de Yucatán y sobrina de Juan José de Vértiz y Salcedo virrey del Río de Plata, tuvieron una única hija, Maria Rafaela Gutiérrez de Terán González, que emparentó con el entonces virrey de Nueva España Manuel Antonio Flórez Maldonado a través del matrimonio con su hijo y I conde de Casa Flórez, José Florez y Pereira. Rafaela Gutiérrez de Terán fue retratada por Francisco de Goya y su retrato se encuentra en el Museo de Arte de Sao Paulo.